# NGC 6207
NGC 6207 (również PGC 58827 lub UGC 10521) – galaktyka spiralna (Sc), znajdująca się w gwiazdozbiorze Herkulesa. Odkrył ją William Herschel 16 maja 1787 roku.
W galaktyce tej zaobserwowano supernową SN 2004A.